# Nefertari
Nefertari også kendt som Nefertari Meritmut ca. (1300–1250 f.Kr.) var Ramses II's hustru. Nefertari betyder "smukke ledsagerinde" og Meritmut betyder "elsket i [Gudinde] Mut". Hun er en af de bedst kendte egyptiske dronninger, ved siden af Kleopatra, Nefertiti og Hatshepsut. Hendes overdådigt udsmykkede grav, QV66 , er den største og mest spektakulære i Dronningernes dal. Ramses konstruerede også et tempel for hende på Abu Simbel ved siden af sit kolossale monument her.
Hun fødte ham 3 børn, hvoraf 2 døde tidligt. Datteren Mertiarmon blev præstinde i Hator-templet. Da Nefertari fødte Mertiarmon, fik hun et syn, der viste, at Ramses skulle bygge sit evighedstempel. Da Nefertari døde, blev Ramses' anden hustru, Iset den skønne, dronning. Sammen med hende kunne de få Ramses 2 sønner som hed Kah og Martiheaarmon. Martiheaarmon blev farao efter Ramses. Da Iset den skønne blev dronning, var Ramses i krig med Hittalus, hittiternes kejser. Han tvang Ramses til at tage sin datter til dronning, hvis der skulle blive fred.
Hun fik navnet Ma-hor.